# Elaeagnus ovata
Elaeagnus ovata är en havtornsväxtart som beskrevs av Servettaz. Elaeagnus ovata ingår i släktet silverbuskar, och familjen havtornsväxter. Inga underarter finns listade i Catalogue of Life.